# Juliette Alvin
Juliette (Louise) Alvin (geboren 1897 in Limoges; gestorben 30. September 1982 in London) war eine französisch-britische Cellistin und Pionierin der Musiktherapie.

## Leben und Wirken
Juliette Alvin studierte Violoncello und Viola da Gamba am Pariser Konservatorium, wo sie auch die Meisterklasse bei Pablo Casals besuchte. Sie schloss das Studium mit Auszeichnung ab und gab 1927 ihr Debüt als Cellistin in London an der Wigmore Hall.
1929 heiratete sie den britischen Rechtswissenschaftler William A. Robson und nahm die britische Staatsbürgerschaft an. Das Paar hatte drei Kinder.
Im Jahr 1958 gründete sie die Society of Music Therapy and Remedial Music, die Vorläuferin der British Association for Music Therapy. 1967 initiierte sie, gemeinsam mit anderen Musiktherapeuten, die erste Musiktherapieausbildung an der Guildhall School of Music and Drama in London.
Als Pionierin der ersten Generation der Musiktherapie im 20. Jahrhundert beeinflusste sie die Entwicklung der modernen Musiktherapie in Europa, den USA, Argentinien, Japan, Südkorea und China.
Ihr Buch zur Musiktherapie mit autistischen Kindern von 1978 gehörte zu den ersten Darstellungen zur Musiktherapie mit dieser Klientel. Dabei lag der Schwerpunkt auf praxisorientierten Falldarstellungen, der Entwicklung von Grundsätzen des Settings und der Aufteilung in aufeinander aufbauenden Phasen vom Selbstausdruck über die Entwicklung einer therapeutischen Beziehung bis hin zur Möglichkeit der Integration in eine Gruppe. Ihre Bücher wurden ins Deutsche, Italienische, Spanische, Japanische, Koreanische und Chinesische übersetzt.

## Veröffentlichungen (Auswahl)
- Music in the wards: Queen Mary's Hospital for Children, Carshalton, Surrey: a report prepared for the members of the Society for Music Therapy and Remedial Music. Society for Music Therapy and Remedial Music, London 1958.
- Music for the handicapped child. 1965.
- Music Therapy. 1966.
- Report on the research project on music therapy with severly subnormal boys hospitalised at Binfield Park Hospital. British Society for Music Therapy, London 1969, ISBN 0-85513-004-0.
- Music therapy for the autistic child. Camelot Press, Southampton 1978.

In deutscher Übersetzung:
- Musiktherapie: Ihre Geschichte und ihre moderne Anwendung in der Heilbehandlung. Deutsch von Susanne Wurr. Bärenreiter-Verlag, Kassel 1984, ISBN 3-7618-4419-0.
- Musik für das behinderte Kind und Musiktherapie für das autistische Kind. Deutsch von Susanne Wurr. Fischer Verlag, Stuttgart 1988, ISBN 3-7618-0796-1.